# Sándor Aranyosrákosi Székely
Sándor Aranyosrákosi Székely (n. 13 septembrie 1797, Călușeri -d. 27 ianuarie 1854, Sâncraiu de Mureș) a fost un scriitor, poet, povestitor și istoric maghiar din Transilvania.